# Krakowski Klub Fotograficzny
Krakowski Klub Fotograficzny – polskie stowarzyszenie fotograficzne utworzone w 1961 roku, na bazie krakowskiego oddziału Polskiego Towarzystwa Fotograficznego istniejącego w latach 1955–1961, w Nowej Hucie. Członek zbiorowy Federacji Amatorskich Stowarzyszeń Fotograficznych w Polsce, istniejącej w latach 1961–1989. Członek zbiorowy Fotoklubu Rzeczypospolitej Polskiej Stowarzyszenia Twórców.

## Historia
Krakowski Klub Fotograficzny powstał w miejsce krakowskiego oddziału Polskiego Towarzystwa Fotograficznego (istniejącego do 1961 roku) pod pierwotną nazwą Klub Fotograficzny Domu Kultury HiL, w czasie późniejszym stowarzyszenie przemianowano na Klub Fotografików Amatorów Zakładowego Domu Kultury HiL. W 1969 roku stowarzyszenie współorganizowało Ogólnopolski Plener Fotograficzny Nowa Huta – miasto i okolice, z okazji jubileuszu 20-lecia powstania Nowej Huty. Pod nazwą obecną KKF funkcjonuje od 1997 roku. Od 1983 roku Krakowski Klub Fotograficzny dysponuje siedzibą  w pomieszczeniach Nowohuckiego Centrum Kultury. Pierwszym prezesem Zarządu KKF był Witold Michalik (1958–1985). Zbigniew Kot pełnił funkcję prezesa Zarządu w latach 1985–1997, od 1997 prezesem Zarządu był Mieczysław Libront. 
W historii Krakowskiego Klubu Fotograficznego, ze stowarzyszeniem było związanych ok. 1000 członków i sympatyków. Zorganizowano kilkaset wystaw zbiorowych oraz indywidualnych dla członków KKT i innych fotografów. Kilku członków KKF zostało uhonorowanych tytułami honorowymi Międzynarodowej Federacji Sztuki Fotograficznej FIAP, kilku członków zostało przyjętych w poczet członków Fotoklubu Rzeczypospolitej Polskiej Stowarzyszenia Twórców, kilku członków zostało członkami Związku Polskich Artystów Fotografików, kilku członków zostało uhonorowanych tytułami Fotograf Krajoznawca. Członkowie KKF byli wielokrotnie odznaczani – m.in. Medalem „Zasłużony dla Fotografii Polskiej”, Medalem „Za Zasługi dla Fotografii Polskiej”, Medalem 150-lecia Fotografii, złotymi i srebrnymi Odznakami Honorowymi Federacji Amatorskich Stowarzyszeń Fotograficznych w Polsce, złotymi oraz srebrnymi odznakami Zarządu Głównego Polskiego Towarzystwa Turystyczno-Krajoznawczego.

## Działalność
Krakowski Klub Fotograficzny ma swoją siedzibę w pomieszczeniach Nowohuckiego Centrum Kultury. Celem działalności KKF jest upowszechnianie fotografii oraz sztuki fotograficznej. Stowarzyszenie jest organizatorem wielu imprez fotograficznych – wystaw indywidualnych, zbiorowych (m.in. dla członków KTF), poplenerowych, pokonkursowych. Część prezentacji ma miejsce w Foto-Galerii NCK istniejącej od 1988 roku, w pomieszczeniach Nowohuckiego Centrum Kultury. KKF jest organizatorem wielu plenerów, konkursów, szkoleń, warsztatów fotograficznych. Współpracuje z organizacjami, klubami fotograficznymi w Polsce i za granicą (Niemcy, Włochy). Stowarzyszenie (dzięki fotografiom przekazanym w depozyt) utworzyło własną fototekę. Spotkania członków i sympatyków Krakowskiego Klubu Fotograficznego mają miejsce raz w tygodniu.

## Władze KKF

### Zarząd
- Monika Stachnik-Czapla – prezes Zarządu
- Ryszard Tatomir – wiceprezes Zarządu
- Bogdan Głowacki – sekretarz
- Beata Sulikowska – skarbnik
- Paweł Łyko – członek Zarządu

### Komisja Artystyczna
- Adam Gryczyński
- Jan Zych
- Janusz Skórski

Źródło